# 强纲领
强纲领（英語：Strong programme），是科学知识社会学（SSK）的一支，它尤其与大衛·布魯爾、巴里·巴恩斯、哈里·柯林斯、Donald A. MacKenzie和 John Henry 的研究联系密切。强纲领被社会学家布鲁诺·拉图尔认为对于科学技术论有着无可比拟的的影响。主要以爱丁堡大学的学者为基础的学派阐释了，科学共同体（通过对共享范式的忠诚）紧密联结的方式，是标准科学活动的先决条件。
强纲领是对“弱”科学社会学的一种反应，弱纲领将社会学的应用限制在了“失败”或“错误”的理论，例如颅相学。
失败的理论可以用其研究者出现的偏差来解释，例如隐蔽的政治或经济利益。社会学与成功理论的相关性很小，这些理论之所以成功，是因为它们揭示了一个自然事实。
强纲领提出，对“真”和“假”的科学理论的研究都应该一视同仁，两者都是由社会因素或条件引起的，例如文化背景和自身利益。人类的一切知识，存在于于人类的认知中，在其形成过程中必然包含一些社会成分。

## 特征
大衛·布魯爾总结到， 强纲领分为四个不可或缺的组成部分：
1. 因果性：需检验某种知识提出时背后的条件（心理、社会和文化）。
2. 公正性：无论成功或失败的知识主张，都需进行检验。
3. 对称性：对于成功和失败知识的检验，其阐述方式应当相同。
4. 反身性：同样地，对于这项研究本身，也应用同样的方式进行研究。

## 历史
由于强纲领起源于爱丁堡大学的“科学研究部门”其也被称为爱丁堡学派。不过，还有一所与哈里·柯林斯有关联的巴斯学派也提出了类似的主张。与强调历史方法的爱丁堡学派相反，巴斯学派强调实验（experiment）和实验室（laboratory）的微观社会研究。 然而，巴斯学派在一些基本问题上偏离了强纲领。在由 柯林斯的学生特雷弗·平奇以及荷兰社会学家Wiebe Bijker开发的技术社会建构(SCOT) 方法中，强纲领扩展到了对技术的研究。世界各地都有受 SSK 影响的学者从事着科学技术论项目。 

## 批评
为了从社会学的角度研究科学知识，强纲坚持了一种激进的相對主義形式。换言之，它认为——在关于“真相”的制度化观念的社会研究中——使用“真相”作为解释性来源是不明智的。

## 扩展阅读
- Barnes, B. (1977). Interests and the Growth of Knowledge. London: Routledge & Kegan Paul.
- Barnes, B. (1982). T. S. Kuhn and Social Science. London: Macmillan.
- Barnes, B. (1985). About Science. Oxford: Blackwell.
- Barnes, B. (1987). 'Concept Application as Social Activity', Critica 19: 19–44.
- Barnes, B. (1992). "Realism, relativism and finitism". Pp. 131–147 in Cognitive Relativism and Social Science, eds. D. Raven, L. van Vucht Tijssen, and J. de Wolf.
- Barnes, B., D. Bloor, and J. Henry. (1996), Scientific Knowledge: A Sociological Analysis. University of Chicago Press. [An introduction and summary of strong sociology]
- Bijker, Wiebe E., et al. The social construction of technological systems: New directions in the sociology and history of technology (MIT press, 2012)
- Bloor, D. (1991 [1976]), Knowledge and Social Imagery, 2nd ed. Chicago: University of Chicago Press. [outlines the strong programme]
- Bloor, D. (1997). Wittgenstein, Rules and Institutions. London: Routledge.
- Bloor, D. (1999). "Anti-Latour," Studies in the History and Philosophy of Science Part A 20#1 pp: 81–112.
- Collins, Harry, and Trevor Pinch. The Golem at large: What you should know about technology (Cambridge University Press, 2014)
- Latour, B. (1999). "For David Bloor and Beyond ... a reply to David Bloor's 'Anti-Latour'," Studies in History & Philosophy of Science Part A 30(1): 113–129.